# КрАЗ (дворец культуры)
Дворец культуры «КрАЗ» — общественное здание в городе Кременчуг Полтавской области, Украина.
Памятник архитектуры XX века, входит в перечень памятников архитектуры Кременчуга.
После создания в июне 1996 года холдинговой компании «АвтоКрАЗ», находится в собственности ХК «АвтоКрАЗ».

## История
Дворец культуры строился в соответствии с четвёртым пятилетним планом восстановления и развития народного хозяйства СССР. Строительство велось с 1950 до 1952 год по типовому проекту, разработанному архитектором Константином Константиновичем Бартошевичем. Данный проект активно использовался в городах СССР (см., например, ДК Кирова в Воронеже или ДК нефтяников в Ишимбае).
В октябре 1952 года был открыт как «Дворец культуры мостового завода министерства путей сообщения». В связи с этим газеты писали:
В торжественной праздничной обстановке собрались труженики завода в новом Дворце. И хотя занавес не хотел открываться, так как заел его механизм, хоть сверху все время на сцену сыпались мелкие камушки, а во время танцев кружка самодеятельности под полом поднялось облако пыли, настроение у всех присутствующих было повышенное. Радостно было сознавать, что в разрушенном городе у молодого завода появился культурный очаг, в котором можно после работы отдохнуть, посмотреть фильм, концерт, почитать журнал в читальном зале или взять домой книгу из библиотеки
В связи с преобразованием завода в Кременчугский автомобильный завод в 1958 году, ДК был переименован в ДК КрАЗ.
В помещениях дворца культуры общей площадью 4216 м2 было обустроено два зрительных зала, зеркальный зал для занятий спортом, а также комнаты для проведения занятий по интересам. В 1960-1980-х годах дворец являлся одним из основных культурных центров города: в нём работало 23 клуба, 10 детских и 15 взрослых коллективов художественной самодеятельности, семи из которых было присвоено звание народных. Коллектив народного танца «Світанок», хор украинской песни, коллектив бального танца «Сузір'я» были отмечены дипломами Всесоюзного и республиканского фестивалей народного творчества.
В 2007 году ХК «АвтоКрАЗ» передала ДК в залог банку "Проминвестбанк".
В 2013 году на фасаде здания открыли мемориальную доску заслуженному работнику культуры Украины Павлу Фёдоровичу Оченашу, работавшему в ДК с 1954 года. С именем Оченаша связано создание ансамбля, хоровой группы и впоследствии — хора, которому одному из первых в городе было присвоено звание народного.
В 2010-х годах руководство дворца испытывало финансовые трудности. В помещениях было временно отключено отопление. В 2016 году было принято решение о проведении капитального ремонта дворца, запланированного на 2017 год. Часть помещений сдаётся в аренду частным организациям, однако дворец продолжает выполнять свои изначальные функции: в нём проходят репетиции коллективов народного творчества: клуба спортивного бального танца «Элегия», Дэнс-студии «Ильхам», шоу-балета «Вдохновение».